# São Desidério (kommun)
São Desidério är en kommun i Brasilien.   Den ligger i delstaten Bahia, i den östra delen av landet, 400 km nordost om huvudstaden Brasília. Antalet invånare är 27 692.
Följande samhällen finns i São Desidério:
- São Desidério

Omgivningarna runt São Desidério är huvudsakligen savann. Trakten runt São Desidério är nära nog obefolkad, med mindre än två invånare per kvadratkilometer.